# Partit Comunista Hongarès
El Partit Comunista Hongarès (hongarès Kommunisták Magyarországi Pártja, KMP) fou un partit polític comunista hongarès, que va ser fundat en el 24 de novembre de 1918. Des de l'any 1945, el partit es va anomenar: Partit Comunista d'Hongria (Magyar Kommunista Párt).
Va ocupar breument el poder durant la República Soviètica Hongaresa de Béla Kun (març-agost de 1919), que fou derrotada per l'exèrcit romanès. Va recuperar novament el poder després de les eleccions legislatives hongareses de 1945 sota la direcció de Mátyás Rákosi. El 1948 el partit es va fusionar amb els social-demòcrates i es transformà en Partit dels Treballadors Hongaresos, convertir-se el 1956 en Partit Socialista dels Treballadors Hongaresos. Va ser membre de la Internacional Comunista.

## Fundació i primers anys
El Partit Comunista d'Hongria (KMP) es va establir per primera vegada a finals de 1918 per Béla Kun, un ex periodista que va lluitar en l'exèrcit d'Àustria-Hongria en la Primera Guerra Mundial. Després de passar temps en un campament de presoners de guerra, Kun, juntament amb altres associats, va iniciar la creació del KMP a Moscou l'octubre de 1918. Aquests primers membres van tornar a Hongria el novembre de 1918 i el 24 va crear oficialment el KMP. Inicialment, el grup era petit en nombre, amb els seus fundadors i només un grapat de socialdemòcrates d'esquerres. Tanmateix, la inestabilitat política del govern sota Mihály Károlyi i la creixent popularitat del moviment bolxevic impulsà els socialdemòcrates a buscar una coalició amb el KMP. Per als socialdemòcrates, una aliança amb el KMP no només milloraria la seva posició amb la gent comú, sinó que també els donaria una possible relació amb la cada vegada més poderós Partit Comunista rus, ja que Kun havia destacat els lligams amb la Rússia bolxevic.
Després de l'establiment de la República Soviètica Hongaresa el març de 1919, Kun es va dedicar a la nacionalització de la indústria privada i va embarcar-se en un projecte massiu de col·lectivització agrícola. També va prendre mesures per a la normalització de les relacions exteriors amb els poders de la Triple Entesa en un esforç per recuperar alguns dels territoris que Hongria havia perdut en les negociacions de la postguerra. Durant els 133 dies d'existència de la República Soviètica Hongaresa, el KMP es va concentrar principalment en tractar de solucionar el caos econòmic generalitzat que havia donat com a resultat la derrota d'Hongria a la Primera Guerra Mundial. Lamentablement, la política econòmica de Kun només va provocar l'augment de la inflació i al mateix temps l'escassetat d'aliments. Va començar a créixer l'oposició, liderada per l'almirall Miklós Horthy, i al juny, després d'un intent de cop d'estat, el KMP va llançar una violenta campanya de terror a través de la seva policia secreta. A pesar de tot això, la República Soviètica va caure l'1 d'agost de 1919, després de l'exèrcot hongarès fos derrotat de manera aclaparadora pel de Romania. Els invasors romanesos expulsaren els comunistes de Budapest, Kun s'exilià a Viena, i el MKP fou obligat a lliurar el poder als socialdemòcrates.

## Període entre guerres i exili
La caiguda de la República Soviètica va ser seguida per una purga anticomunista durant un any, coneguda com a Terror Blanc, pel nou govern nacionalista dirigit per István Bethlen, en la qual foren assassinades entre 1.000 i 5.000 persones i milers més van ser empresonades i torturades. Gran part de l'antiga direcció del KMP foren executats o exiliats, sobretot a Viena. A l'interior, les restes del Comitè Central del KMP, dirigits novament per Kun, va tractar de mantenirel partit unit malgrat la seva situació il·legal a Hongria.
Al llarg de la dècada de 1920, molts comunistes hongaresos es van traslladar a Moscou, entre ells Kun. Les accions de Kun a Rússia, en particular l'organització d'una matança de russos blancs presoners de guerra el 1921, foren censurades pel líder soviètic Vladímir Lenin i altres prominents bolxevics. No obstant això, Kun mantingué una posició destacada dins la Comintern fins a 1937, quan va ser detingut i executat en una de les purgues de Stalin. Endemés, Kun fou el líder inqüestionable del KMP durant el període d'entreguerres, i el seu principal rival, Jenő Landler, va morir el 1927.
Durant aquest temps, el KMP va celebrar el seu Primer Congrés el 18 d'agost de 1925. També va organitzar una cobertura legal, el Partit Socialista Obrer d'Hongria (MSzMP), per tal que actués com al seu representant. Tanmateix, el Govern hongarès aviat va prendre mesures per abolir el MSzMP, i cap al 1927 el partit només existia nominalment.
Per a la resta del període entre guerres, el lideratge intern del KMP més enllà de Kun fluctuà enormement, i la seva composició va ser minúscula. En el front intern, la declaració de la llei marcial el 1931 va permetre al govern de reunir sospitosos comunistes i empresonar-los i executar-los a voluntat, danyant tant el partit fins al punt que la Comintern es va dissoldre el 1936. Però el que més va abocar als comunistes hongaresos al caos van ser les polítiques inconsistents de la Comintern en tota la dècada de 1930, que van culminar el 1939 en el pacte de no-agressió entre la Unió Soviètica i el Tercer Reich i l'abandó de la tàctica de Front Popular que havia marcat la ideologia comunista en l'última dècada. Per damunt de tot això, les purgues de Stalin de finals de 1930 s'havien cobrat un alt preu entre els emigrats hongaresos a Moscou.

## Segona Guerra Mundial i presa del poder
Durant l'entrada de la dècada dels 1940 el KMP era una ombra del que havia estat. A finals de 1941, després de la invasió del Tercer Reich a la Unió Soviètica, el Comitè Central va informar als membres del Partit de treballar amb grups de resistència no comunista per tal de presentar un front anti-nazi. Això va impulsar al KMP a intentar reestructurar-se com a entitat legal a Hongria, malgrat l'aliança del govern Horthy amb l'Alemanya nazi. Aquest moviment va acabar ràpidament amb les detencions em massa de 1942 que van destruir la direcció del KMP. Això, juntament amb la dissolució de la Comintern el 1943, senyala la fi del KMP com a partit en actiu.
En un esforç per a continuar les seves accions, els comunistes hongaresos dirigits per János Kádár van fundar un nou partit, anomenat Partit de la Pau, en substitució del KMP. va mantenir aquesta denominació fins al 1944, quan va recuperar el nom de Partit Comunista. En aquest punt, Horthy era gairebé a la fi del seu mandat. Fracassà en els seus intents de reduir la col·laboració amb els alemanys, i quan l'Exèrcit Roig s'aproximà a les fronteres del país, Horthy va intentar declarar Hongria estat neutral. El moviment fou terriblement contraproduent; les tropes creus fletxades van prendre la capital, va prendre el poder, i durant gairebé un any organitzaren una lluita que es va cobrar milers de vides i va deixar en ruïnes Budapest. La ciutat va ser finalment alliberada l'abril de 1945.
Malgrat el seu ràpid creixement en membres immediatament després de la guerra, el partit refundat sota el nom de MKP va rebre un suport mínim a les eleccions legislatives hongareses de 1945 (només el 17%), igual que els socialdemòcrates. Però el nomenament de secretari del partit László Rajk com a ministre de l'Interior, juntament amb la presència de l'Exèrcit Roig en el país i un fort suport al MKP en altres partits, va donar als comunistes hongaresos temps per retallar als seus oponents polítics. En dos anys, el MKP havia trencat la base de poder del Partit dels Petits Propietaris (SHP), el partit majoritari en el nou govern, i cap al 1948 tots els partits llevat el socialdemòcrata havien desaparegut. Aquests dos partits es van fusionar el juny de 1948 per a convertir-se en el Partit dels Treballadors Hongaresos (HWP), i el 1949, els comunistes van convocar noves eleccions al parlament sense oposició. L'ocupació comunista a Hongria va ser completa.

## Resultats electorals
| Any  | Assemblea Nacional                       | Assemblea Nacional                       | Assemblea Nacional | Assemblea Nacional | Govern   |
| Any  | Vots                                     | %                                        | Escons             | +/–                | Govern   |
| ---- | ---------------------------------------- | ---------------------------------------- | ------------------ | ------------------ | -------- |
| 1944 |                                          |                                          | 166 / 498          | Nou                | Coalició |
| 1945 | 801,986                                  | 17.0%                                    | 70 / 409           | 96                 | Coalició |
| 1947 | 1,111,001                                | 22.25%                                   | 100 / 411          | 30                 | Coalició |
| 1949 | Dins la coalició Front Popular Patriòtic | Dins la coalició Front Popular Patriòtic | 285 / 402          | 85                 | Coalició |